# Кулай (спецпоселение)
Кула́й — спецпоселение репрессированных в Тарском районе Омской области, трудовой посёлок, расположенный на урочище среди болот в 1928–1947 годах.
Кулай стал местом, где в годы репрессий располагалась печально известная Кулайская комендатура. Первая партия поселенцев насчитывала 8890 человек. Почти все поселенцы погибли от голода и холода; выжившие были тяжело больны. Трудовой посёлок «Кулай» существовал 18 лет.

## Современность
На Кулай возможно добраться только вертолётом или по зимнику. В память жертв Кулая был установлен восьмиметровый поклонный крест.
В настоящее время группа исследователей пытаются установить имена тех, кто погиб там, и тех, кто выжил. «Хотим издать Книгу Памяти», — говорят они, — «а в Петровке (самой близкой к бывшему трудпосёлку деревне) планируем установить мемориальную доску с выбитыми на ней именами всех обитателей трудпосёлка».
На месте кладбища поселенцев планируется строительство базового лагеря для нефтяников Крапивинского месторождения. Омские учёные выступают против уничтожения захоронения.